# Tërkuzë
Tërkuzë (t. Tërkuza) – niewielka rzeka w północnej Albanii, w zlewisku Morza Adriatyckiego. Wypływa na wzgórzach Dajti na wschód od Tirany, płynie na północ od tego miasta (koło lotniska) i łączy się z rzeką Tiranë, tworząc rzekę Gjola. Od 1998 na rzece istnieje zbiornik (8 mln m³), zapatrujący Tiranę w wodę pitną. 